# Polycarpaea pobeguinii
Polycarpaea pobeguinii är en nejlikväxtart som beskrevs av Jean Berhaut. Polycarpaea pobeguinii ingår i släktet Polycarpaea och familjen nejlikväxter. Inga underarter finns listade i Catalogue of Life.